# Royal London One-Day Cup
Die Metro Bank One-Day Cup ist ein One-Day-Cricket Wettbewerb der englischen First-Class Countys, der in der Saison 2014 erstmals ausgespielt wurde und den bisherigen Yorkshire Bank 40 ablöst.

## Geschichte
Das Format des einzigen englischen List-A-Wettbewerbs wurde auf 50 Over erweitert, um es an den international üblichen Standard in One-Day Internationals anzugleichen. Am Royal London Cup nehmen, im Gegensatz zum Vorgänger-Wettbewerb, nur die 18 First-Class Countys aus England und Wales teil.

## Turnierformat
Alle Spiele werden im 50-Over-Format gespielt. In der Vorrunde spielen 18 Mannschaften in zwei 9er-Gruppen, von denen sich jeweils die ersten vier für das Viertelfinale qualifizieren.

## Sieger
| Jahr | Finalort        | Sieger          | Finalgegner        | Ergebnis                                   |
| ---- | --------------- | --------------- | ------------------ | ------------------------------------------ |
| 2014 | London (Lord’s) | Durham          | Warwickshire Bears | Durham gewinnt mit 3 Wickets               |
| 2015 | London (Lord’s) | Gloucestershire | Surrey             | Gloucestershire gewinnt mit 6 Runs         |
| 2016 | London (Lord’s) | Warwickshire    | Surrey             | Warwickshire gewinnt mit 8 Wickets         |
| 2017 | London (Lord’s) | Nottinghamshire | Surrey             | Nottinghamshire gewinnt mit 4 Wickets      |
| 2018 | London (Lord’s) | Hampshire       | Kent               | Hampshire gewinnt mit 61 Runs              |
| 2019 | London (Lord’s) | Somerset        | Hampshire          | Somerset gewinnt mit 6 Wickets             |
| 2020 | Abgesagt        | Abgesagt        | Abgesagt           | Abgesagt                                   |
| 2021 | Nottingham      | Glamorgan       | Durham             | Glamorgan gewinnt mit 58 Runs              |
| 2022 | Nottingham      | Kent            | Lancashire         | Kent gewinnt mit 21 Runs                   |
| 2023 | Nottingham      | Leicestershire  | Hampshire          | Leicestershire gewinnt mit 2 Runs          |
| 2024 | Nottingham      | Glamorgan       | Somerset           | Glamorgan gewinnt mit 15 Runs (D/L-Method) |